# Walter Eytan
Walter Eytan (en hebreo: ולטר איתן) (Múnich, 1910 - Jerusalén, 2001), nacido con el nombre Walter Ettinghausen, fue el primer director general del Ministerio de Relaciones Exteriores de Israel, considerado el fundador de la diplomacia moderna del Estado de Israel.

## Vida
Walter Eytan nació en Múnich el 24 de julio de 1910. A los 4 años se trasladó con su familia a Inglaterra donde más tarde estudiará Humanidades en la prestigiosa Universidad de Oxford, convirtiéndose, a sus 26 años, en el conferenciante más joven en la historia de aquel centro de estudios, donde enseñó lingüística del alemán entre 1936 y 1946.
Durante la Segunda Guerra Mundial había participado como integrante del equipo que procuró descifrar el código Enigma en la instalación británica de Bletchley Park.

## Sionista y diplomático
En marzo de 1946 (dos años antes de la creación del Estado de Israel) emigró hacia el entonces Mandato británico de Palestina y se estableció en Jerusalén. El primero de los objetivos que se propuso fue la creación de una academia para diplomáticos, dentro de la estructura de la Agencia Judía. 

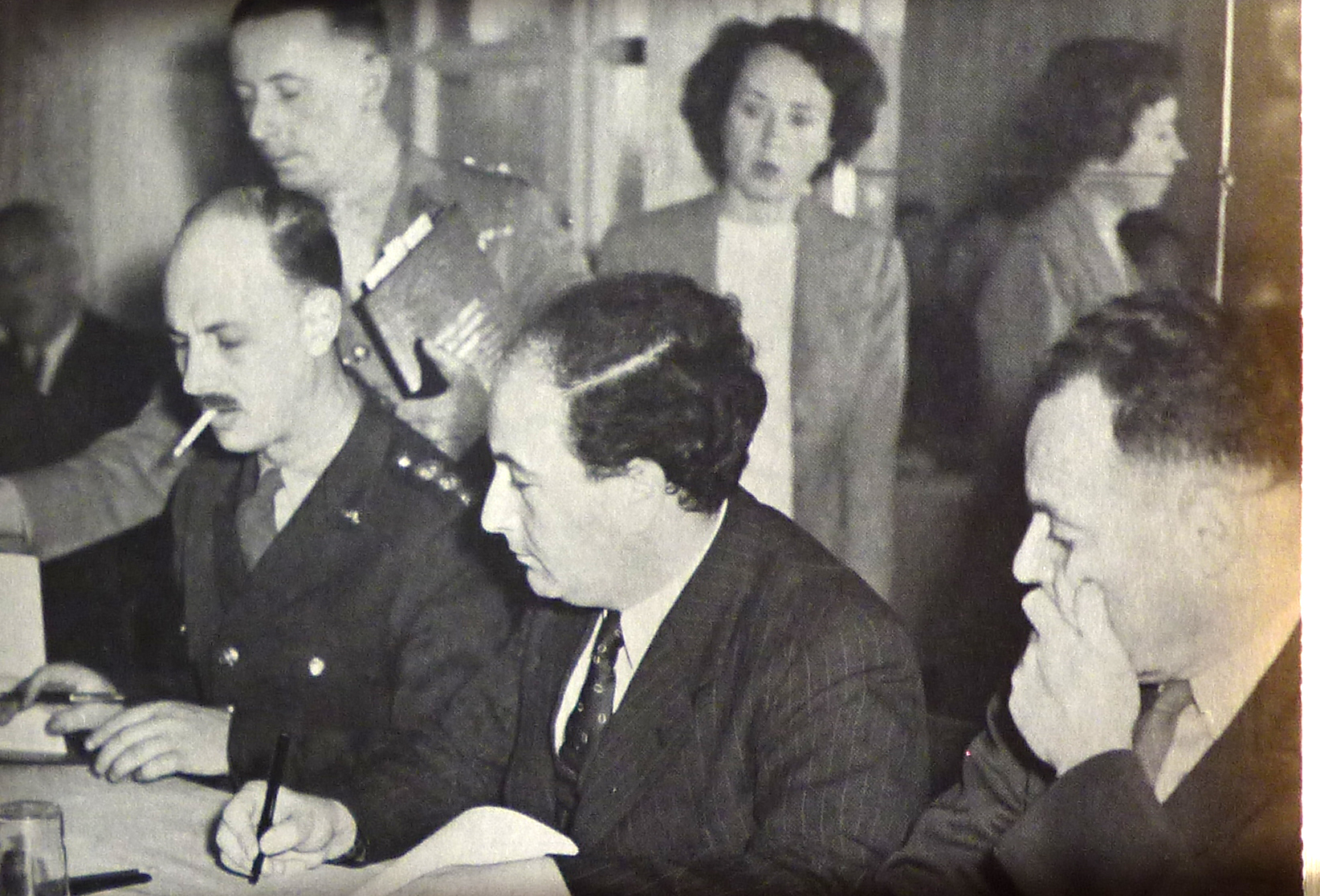
Eytan

Luego de los acontecimiento del Shabat Negro de junio de 1946, cuando varios de los principales dirigentes sionistas en Palestina fueron apresados por el poder mandatario británico, se le encomendó un rol hasta el momento inexistente, ser el portavoz de la Agencia Judía. Cada día, a las 12 horas del mediodía, se congregaban los representantes de los medios de comunicaciones de Israel y del mundo para escuchar a Walter Eytan transmitiendo la postura oficial de aquel "Estado en camino".
En 1947, Eytan fue el responsable de recibir las peticiones de la comisión UNSCOP de las Naciones Unidas, a cargo de elaborar un Plan de Partición de Palestina en dos Estados. Luego de la finalización de los trabajos de la comisión en Palestina, Eytan viajó a Estados Unidos como parte de la comitiva del Estado judío ante la Asamblea General de las Naciones Unidas que juzgó sobre la partición.
Mientras se desempeñana como director de la academia para diplomáticos, Eytan planificó la futura estructura y organización del Ministerio de Relaciones Exteriores del futuro Estado; hacia enero de 1948 sus planes fueron presentados y oficiaron de bases fundacionales en el establecimiento de la Cancillería israelí.

## Ministerio de RR.EE. de Israel
Walter Eytan fue el primer director general (מנכ"ל)
de la Cancillería de Israel, y se desempeñó en ese cargo desde 1948 hasta 1959, bajo las órdenes de Moshé Sharet y Golda Meir respectivamente.
En 1949 encabezó la delegación israelí que negoció el Armisticio con los países árabes  en Rodas y en Lausana. Además, sus años en el cargo comprenden el Heskem HaShilumim (acuerdo de reparaciones) con Alemania Occidental en 1952 (por el cual Alemania iría a resarcir económicamente al Estado de Israel debido a lo ocurrido en el Holocausto); el Asunto Lavon en 1954 y la Guerra del Sinaí en 1956. 
- Datos: Q2776882
- Multimedia: Walter Eytan / Q2776882